# Разбітае сэрца пацана
«Разбітае сэрца пацана» (з біл. "розбите серце пацана", також «РСП») — білоруський гурт, заснований наприкінці 1990-х років. Характерною рисою колективу є написання виконання пісень трасянкою (білоруським суржиком).

## Історія гурту
Гурт «Разбітае сэрца пацана» заснований у Мінському Університеті культури наприкінці 1990-х років. Засновниками були двоє студентів: Денис Тарасенко, відомий за гуртом «Склеп» та Саша Маленький (пізніше відомий як діджей Цім Карамыслаў). Дует проіснував пару днів, дав низку концертів у залі і припинив існування до 2005 року, коли Тарасенко та його однокурсник Павло Городницький відродили ансамбль, залишивши назву, концепцію та інструменти: баян та піаніно-рояль-синтезатор. Були проведені акції «Даєщ триразове харчування у студентські маси» – концерт в їдальні під час обіду, фаєр-шоу з петардами та інші заходи. У цей час до гурту приєднується група супровідних танцюристів.
У 2006 році до команди приєдналися бас-гітарист Андрій «Ендрю» Осипчик, відомий за гуртами Exist, Long Play і Parason, і барабанщик Юрій Сизов. Тарасенко починає грати на гітарі замість баяну, Павло – на флейті замість роялю, і в 2007 році ансамбль розпочав запис першого альбому «Розавы закат» (біл. "рожевий захід"). У записі брали участь усі вищезгадані музиканти, а також Ліберзон, засновник гурту «Кассиопея». Частина матеріалу записана на домашній студії Юрія «Гоббіта» Купрашова, решта – на студії «Селах». В активі гурту – концерти в мінському Палаці мистецтв із «Сашею і Сірожею», у московському Центрі Меєргольда, у вільнюському клубі BiXX тощо.
У 2008 році відбулася остання зміна складу: до колективу приєднався новий барабанщик Олександр Ковальов, відомий за проектом «МУТНАЕВОКА».
У 2020 році гурт часто виступав разом з білоруською музи́кою Бенькою, в тому числі на «дворових» концертах у різних районах Мінська.

## Тематика пісень
У своїх піснях гурт здебільшого розкриває тему нерозділеного кохання, а іноді також описує випадки з життя білоруського сільського «пацана».
Іноді творча думка виходить далеко за межі Білорусі: наприклад, у пісні «Венесуела» було змальовано білорусько-венесуельські відносини.

## Дискографія
- Rozaвы zakat (2007)[2]
- Не Налівай (2011) [3]
- Ч/Б (EP, 2012)[4]
- Пасрэдствам срэдств (2015)[5]
- Карняплоды любві (2018)[6]
- «Ашчушчэнія» (2021)[7]
- «Шанс/off» (2022)[8]

## Склад
- Павло Городницький - флейта, клавішні, вокал, слова і музика
- Денис Тарасенко — гітари, клавішні, вокал, слова та музика
- Андрій "Ендрю" Осипчик - бас-гітара
- Олександр Ковальов - барабани, перкусія